# California State Prison, Corcoran
California State Prison, Corcoran är ett delstatligt fängelse för manliga intagna och är belägen i den södra delen av staden Corcoran i Kalifornien i USA, direkt norr om ett annat fängelse California Substance Abuse Treatment Facility and State Prison, Corcoran. Fängelset förvarar intagna som  är klassificerade för någon av säkerhetsnivåerna låg, hög, maximal och isolering (SHU). Corcoran har en kapacitet på att förvara 3 115 intagna men för den 20 april 2022 var det överbeläggning och den förvarade 3 427 intagna.
Fängelset uppfördes i slutet av 1980-talet till en byggkostnad på 262 miljoner amerikanska dollar. Den invigdes den 22 februari 1988.
Personer som varit intagna på Corcoran är bland andra Rodney Alcala, Juan Corona, Joseph James DeAngelo, Phillip Garrido, Michael Jace, Charles Manson, Sirhan Sirhan och David Turpin.